# Старий Кот
Старий Кот (словен. Stari Kot) — поселення в общині Лошкий Поток, регіон Південно-Східна Словенія, Словенія. Висота над рівнем моря: 809,5 м.